# Општина Горњи Милановац
Општина Горњи Милановац је општина у Србији, у Шумадији, у Моравичком округу. Средиште општине је Горњи Милановац. Према подацима са пописа 2022. године у општини је живело 38.985 становника (према попису из 2011. било је 42.730 становника).

## Географија
На територији општине Горњи Милановац се налазе планина Рудник на северу и Вујан на југу. Територија општине Горњи Милановац са севера се граничи са општинама Љиг и Аранђеловац, са североистока и истока са општинама Топола и градском општином Страгари Града Крагујевца, са југоистока и југа Кнић и Чачак и са запада и северозапада са општинама Пожега и Мионица. Кроз општину протичу реке Деспотовица, Гружа, Дичина, Чемерница и Каменица.
Део је Моравичког округа, којем, поред ње, припадају и општине Чачак, Лучани и Ивањица.

### Воде
Од укупне површине општине од 836 km² сливу Велике Мораве припада 642 km² или 77%, слив Јасенице, Деспотовице, Дичине, Чемернице, Каменице и Груже. Сливу Саве припада 194 km² или 23%, токови Драгобиља, Драгобиљице и Качера. Највеће реке на територији општине су: Гружа која има површину слива од 616 km² (у општини 69 km²) и дужину тока од 75 km (у општини 14 km); Јасеница чија дужина тока је 85 km од чега је 5 km на подручју општине; Деспотовица чији слив има површину од 148 km², дужина тока је 24 km; Дичина чија је површина слива 190 km², а на територији општине је 183 km², а дужина је 44 km; Чемерница која има површину слива 109 km² и Каменица чији је слив 216 km² (107 km² на општини), а дужина главног тока је 43 km.

### Саобраћај
Најважнија саобраћајница која пролази кроз територију општине је ауто-пут А2, тзв. коридор XI, (део европског пута Е763). Деоница ауто-пута Љиг-Прељина, укупне дужине 40,3 km, отворена је 7. новембра 2016. Горњи Милановац је повезан са ауто-путем преко петље у Такову, која се налази на око 9 km од града.
За саобраћај општине посебан значај има и Ибарска магистрала која преко територије Горњег Милановца пролази у дужини од 38 km. На територију општине долази из правца северозапада, прелази преко Рудника и даље на југ до Горњег Милановца, даље пролази кроз Брђанску клисуру и у Брђанима напушта територију општине. Магистрала има велики значај за Горњи Милановац због веза са Београдом, ауто-путом на западу и са југом земље. Веома је значајан и регионални пут који повезује Горњи Милановац са Рудником и даље, преко Тополе, са Београдом. Сва насељена места општине повезана су локалним асфалтним путевима за регионалне путеве и Ибарску магистралу.
Кроз општину је до шездесетих година 20. века пролазила и пруга уског колосека, која је спајала Чачак и Београд (воз „Ћира“). Након њеног укидања, железничке пруге више нема у општини Горњи Милановац.

## Клима
Клима је умереноконтинентална али врло хладна. Средња годишња температура креће се од 10,5 °C до 7,7 °C на врху Рудника. Јул је најтоплији месец, а јануар најхладнији. Јесен је топлија од пролећа у просеку за 1 °C. Апсолутни максимум је 38,8 °C (6. јул 1950), а апсолутни минимум -30,5 °C (17. фебруар 1956). Вегетациони период на подручју општине траје 220-260 дана. Средња годишња висина падавина је од 788мм до 985mm (на врху Рудника). Најмања падавина, испод 800mm, падне у околини Горњег Милановца (градско подручје, делови Бруснице и Велереч) и у Давидовици. На осталом делу општине падне 800-900mm падавина. Највише падавина падне у периоду април-јуни, а најмање у периоду октобар-фебруар. Зима је најсушније годишње доба, а у току ње падне свега 22% падавина. Најкишнији је јун, а у току вегетационог периода падне око 55% падавина.
Просечни први дан са снежним покривачем је 6. децембар, а последњи 21. март (у Горњем Милановцу). Трајање снега је 80-120 дана у нижим и 160-200 дана у вишим пределима. Преовладавају северни, југоисточни и источни ветрови. Средње брзине износе 1,7-2,6m/s, а максималне брзине се крећу од 13,8-20,7m/s. Релативна влажност ваздуха у граду износи у току године просечно 78,5%. Највећа је зими 85%, а најмања лети 75%.
На надморској висини 500m има 850mm падавина, што значи да годишње количине воде на подручју општине износе 711 милиона m³ или око 14 хиљада m³ по становнику. С обзиром да свега 30 падавина учествује у потенцијалу, може се рачунати на 330 милиона m³ или 6.600m³ по становнику (у Србији је то три пута мање).

## Насељена места
Поред града Горњег Милановца, налазе се још две варошице, Прањани и Рудник, и још 60 сеоских насеља:
| - Бело Поље, - Бершићи, - Богданица, - Бољковци, - Брајићи, - Брђани, - Брезна, - Брезовица, - Брусница, - Варнице, | - Велереч, - Враћевшница, - Врнчани, - Гојна Гора, - Горња Врбава, - Горња Црнућа, - Горњи Бањани, - Горњи Бранетићи, - Грабовица, - Давидовица, | - Доња Врбава, - Доња Црнућа, - Доњи Бранетићи, - Драгољ, - Дренова, - Дружетићи - Заграђе, - Јабланица, - Калиманићи, - Каменица, |

| - Клатичево, - Коштунићи, - Крива Река, - Леушићи, - Липовац, - Лозањ, - Лочевци, - Луњевица, - Љеваја, - Љутовница, | - Мајдан, - Мутањ, - Накучани, - Неваде, - Озрем, - Полом, - Прњавор, - Рељинци, - Ручићи, - Сврачковци, | - Семедраж, - Синошевићи, - Срезојевци, - Таково, - Теочин, - Трудељ, - Угриновци, - Церова, - Шарани (Савинац) и - Шилопај. |

Град је смештен дуж западне стране европског пута E763, између Љига на северу и Чачка на југу.

## Политика

### Председници општине
- Јован Андрић (крај 19. века)[6]
- Максим Сретеновић (крај 19. века)[6][7]
- Станоје Маринковић (почетак 20. века)[6]
- Драгољуб Скубиц (тридесете године 20. века)[6]
- Светозар Чивовић, пред Други светски рат[6]
- Бранко Кнежевић, непосредно после 2. светског рата[8]
- Лазар Ђорђевић[8]
- Здравко Радојевић[8]
- Урош Ивановић[8]
- Бранко Петровић[8]
- Михајло Мишо Тешић[8]
- Милован Миловановић[8]
- Христивоје Петровић[8]
- 1955-1960 Ђорђе Ђоко Цајић[8]
- 1960-1963 Милојко Вељовић (СКС)[9]
- 1963-1965 Боривоје Новаковић[8]
- 1965-1967 Слободан Станојевић[8]
- 1967-1969 Драгољуб Драган Павловић[8]
- 1969-1974 Живојин Симовић[8]
- 1974-1982 Станимир Јовановић[8]
- 1982-1984 Душан Папић[8]
- 1984-1986 Јован Томовић[8]
- 1986-1989 Тодор Поповић[8]
- 1989-1992 Пантелија Гачић (СПС)[8]
- 1992 Зоран Јаковљевић (именован као потпредседник на шест месеци до наредних избора)[8]
- 1992—2000 Дражимир Марушић (СПС)
- 2000. Александар Правдић (ДСС)
- 2000—2004 Милутин M. Продановић (ДСС)
- 2004. Владимир Симовић (ДСС)
- 2004—2010 Дражимир Марушић (СПС)
- 2010-2016 Милисав Мирковић (СПС)
- 2016 — тренутно Дејан Ковачевић (СНС)

## Становништво
Према попису становништва из 2002. године, општина Горњи Милановац је имала 47.641 становника; према попису из 2011. становника има 44.406.
Према подацима пописа 2022. општина има 38985 становника.
| Број становника општине‍ | Број становника општине‍ | Број становника општине‍ | Број становника општине‍ | Број становника општине‍ |
| ----------------------- | ----------------------- | ----------------------- | ----------------------- | ----------------------- |
|                         |                         |                         |                         |                         |
| 1865.                   | 1865.                   |                         | 27.797                  | 55%                     |
| 1931.                   | 1931.                   |                         | 32.106                  | 63%                     |
| 1948.                   | 1948.                   |                         | 49.604                  | 98%                     |
| 1953.                   | 1953.                   |                         | 49.859                  | 98%                     |
| 1961.                   | 1961.                   |                         | 47.894                  | 95%                     |
| 1971.                   | 1971.                   |                         | 48.420                  | 96%                     |
| 1981.                   | 1981.                   |                         | 50.651                  | 100%                    |
| 1991.                   | 1991.                   |                         | 49.368                  | 97%                     |
| 2002.                   | 2002.                   |                         | 47.641                  | 94%                     |
| 2011.                   | 2011.                   |                         | 44.406                  | 88%                     |
| 2015.                   | 2015.                   |                         | 42.730                  | 84%                     |
| 2022.                   | 2022.                   |                         | 38.985                  | 77%                     |

Број становника за 1865. је дат као збирни податак за Црногорски и Качерски срез, што одговара приближној данашњој површини општине. Подаци за 1931. су дати за Таковски срез, а тада је Рудник са околним селима био у саставу Качерског среза, тако да је овај број мањи од стварног броја становника данашње општине.

## Култура

### Библиотека
Библиотека „Браћа Настасијевић“ постоји још од 1857, тада основана под називом Читалиште вароши Деспотовица (ранији назив града), а данашњи назив је добила 2000. по чувеној уметничкој породици Настасијевић. Налази се у згради Старог суда на тргу кнеза Михаила. 1966. је постала део Радничког универзитета, а од 1970. Културног центра. Самостална установа је постала 1995. Библиотека има фонд од преко 100.000 књига, у свом саставу има и књижару, а бави се и издавачком делатношћу.
Библиотека у свом саставу има четири издвојена одељења у Враћевшници, Прањанима, Брђанима и на Руднику. Рудничко одељење је најстарије, настало 1921. као Народна књижница и читаоница. Од 1970-их је смештено у Дому културе и има фонд од преко 10.000 књига. 1970. су настала издвојена одељења у Враћевшници и Прањанима, одељење у Враћевшници има око 6500 књига, док Прањанско има 5000 књига. У Брђанима је издвојено одељење отворено 19. априла 2005, а има преко 3000 књига.

### Међународни бијенале уметности минијатуре
Сваке друге године се одржава „Међународни бијенале уметности минијатуре“, на коме излажу уметници из читавог света. Једини услов да би дело, које мора бити оригинално, могло да буде узето у разматрање од стране жирија је да може да се смести у коцку странице 10cm и да је настало у последње две године у односу на годину одржавања бијенала. 2010. је одржан јубиларни 10. бијенале минијатуре.

### Музеји и галерије
У граду постоји Музеј рудничко-таковског краја, Модерна галерија Културног центра у згради Старог суда, Ликовна галерија Културног центра отворена 2008, као и Установа за културу при Скупштини општине — Културни центар Горњи Милановац, основан 1970. године.

### Рок музика
У Горњем Милановцу је осамдесетих и деведесетих година XX века била активна рок-сцена која је изродила једну од најпознатијих српских група деведесетих, Бјесове, а Милановчанин Предраг Дрчелић Скаки је био предводник панк-рок групе Трула коалиција. Познате групе тог времена биле су и: Ан фас, GM Undergrounders, Скарлет и Чудна Шума.
Почетком двехиљадитих најпознатија рок група су и даље Бјесови, а ту си у Плишани малишан, Morbid Cow, Страх од Џеки Чена и други.

### Фолклор и народна музика
У општини има неколико културно-уметничких друштава која се баве фолклором и певањем изворних песама, као и једно аматерско позориште. Од 1987. године у Горњем Милановцу ради Фолклорни ансамбл „Типопластика“, једно од највећих културних удружења рудничко-таковског краја, док је Културно-уметничко друштво „Шумадија“ формирано 2006. године и данас има више од 600 чланова.
Певачка група „Црнућанка“ из Горње Црнуће негује више деценија карактеристично народно певање и свирање рудничког краја. Група је учествовала на многобројним саборима и манифестацијама широм Србије и у иностранству, а 1976. на предлог Међународне европске комисије им је додељена Европска награда за народну уметност. Група је 2003. објавила монографију под називом „Еј Рудниче, ти планино стара“, где је представљен историјат групе, а такође је укључивало и избор нотних записа песама са пратећим звучним издањем.
КУД „Брђани“ из Брђана са традицијом дугом више од 8 деценија негује изворно народно стваралаштво.

### Остало
Занимљиво је да у граду не постоји биоскоп, иако Културни центар пушта пројекције одређених филмова у сали Дома културе, а једина биоскопска зграда је срушена 2009. године.

### Образовање
Осмогодишње у Прањанима, Такову, Горњим Бањанима, Бољковцима, Руднику и четири у Горњем Милановцу, четворогодишње основне школе у Горњим Бранетићима, Озрему и на Савинцу, и трогодишње у Полому и Врнчанима.
Основне школе:
- ОШ „Десанка Максимовић” Горњи Милановац
- ОШ „Краљ Александар I” Горњи Милановац
- ОШ „Момчило Настасијевић” Горњи Милановац
- ОШ „Свети Сава” Горњи Милановац
- ОШ „Таковски устанак” Таково
- ОШ „Иво Андрић” Прањани
- ОШ „Арсеније Лома” Рудник

Средње школе:
- Гимназија „Таковски устанак“
- Техничка школа „Јован Жујовић“
- Економско-трговачка школа „Књаз Милош“

### Религија
На територији општине има неколико православних цркава и цркава брвнара, као и два манастира. Ту су:
- Црква Свете тројице у Горњем Милановцу.
- Црква Светог Николе у Брусници
- Црква Светог Николе у Бољковцима
- Црква Светог Саве на Савинцу
- Црква брвнара у Такову, подигнута 1795. и једна је од најстаријих цркви брвнара у Србији
- Црква брвнара у Прањанима, данашња црква је изграђена 1827/33, а изграђена је на темељу првобитне цркве, која је према попису цркава из 1735. стајала на том месту, а била је освећена 1724.
- Храм Светог Вазнесења Господњег у Прањанима
- Црква Светог Ђорђа на Руднику, она је освештана 4. јуна 2006. и после 553 године Рудник је добио цркву (имао је у средњем веку 4, које су Турци уништили).[23]
- Црква Светог Николе у Шилопају, освећена 1939. године.
- Црква Свете Петке у Коштунићима, такође постоји и црква брвнара изграђена у првој половини 19. века.
- Црква Светог Николе у Љутовници, црква брвнара изграђена 1809.
- Црква Светог Димитрија у Брезни, изграђена 1837, а такође се у цркви налазе врата порушене цркве брвнаре из 1817.
- Црква у Горњим Бањанима, изграђена 1862.
- Црква Свете тројице у Мајдану.
- Црква у Лозњу, остаци цркве брвнаре изграђене 1733. и касније запаљене од стране Турака.
- Црква у Јабланици

Манастири
- Вујан на планини Вујан;
- Враћевшница у Враћевшници;

Такође на Руднику се налазе рушевине манастира „Јешевица“, за који се претпоставља да је изграђен у 15. веку, као и католичке цркве „Мисе“, која је у турско време била претворена у џамију.

## Знаменитости
Има пуно знаменитости, као нпр. Таковски грм, Брдо мира, етно куће на Руднику и у Коштунићима, музеји, итд.
На брду насупрот Горњег Милановца, поред Ибраске магистрале, налази се Норвешка кућа, кућа југословенско-норвешког пријатељства која је изграђена добровољним прилозима. Сврха ове куће је неговање пријатељства југословенског и норвешког народа заснованог у ратним данима нацистичке окупације.
У селу Враћевшница се налази чувени манастир Враћевшница кога је 1431. подигао Радич Поступовић (где је такође и сахрањен). Архитектура манастира представља сажет тип грађевина моравске школе. У дворишту манастира сахрањена је баба Вишња, мајка кнеза Милоша. На том месту је подигнут споменик 1901. године. Манастирски комплекс употпуњавају три конака подигнута у разним периодима (најстарији је из времена зидања манастира, други је подигнут 1825, а најновији је подигнут 1868).
Црква Брвнара у Такову једна је од најстаријих грађевина ове врсте у Србији. Подигнута је 1795. године на месту старе из 1724. Црква је обновљена 1935. године. У њеној близини на Цвети 1815. године објављен је историјски договор за подизање Другог српског устанка, а испред ње је кнез Милош одржао познати говор оглашавајући устанак.
У селу Горња Црнућа налази се кућа (конак) кнеза Милоша, која има историјску вредност. Износећи и ширећи заставу пред овом кућом 1815. године, Кнез Милош је окупљеним народним првацима изговорио чувене речи:
Ево мене, ето вас, рат Турцима!
Таковски грм се налази у Такову и познат је по томе што су се ту окупили устаници 1815. године. Овај грм се срушио 1901. године, данашњи грм удаљен је седамнаест метара од места где се налазио стари. Посадио га је кнез Михаило који је откупио земљу око грма, коју је народ дуго звао Кнежева ливада. У Такову се још налази и „Споменик таковском устанку“ и скупина „Таковски устанак“, монументална композиција дело познатог вајара Петра Убавкића.
Излетничка места горњомилановчана су Таково, Савинац, Рудник и Ждребан.
У општини Горњи Милановац налази се неколико споменика културе, односно знаменитих места.

## Привреда
За време СФРЈ, Горњи Милановац је био један од најразвијенијих индустријских центара. У њему су се налазиле познате фабрике: ПИК Таково, Металац, Конфекција Рудник, Фабрика аутомобилских делова, Метал Секо, Сигма, Звезда — фабрика боја и лакова, Типопластика, Дечје новине, итд.
Доба владавине Слободана Милошевића и СПС-а су означили крај горњомилановочког „привредног чуда“. Већина некадашњих социјалистичких гиганата су почетак овог века дочекали у стечају или надомак њега.
Данас расту нова, приватна предузећа. Најпознатија су Спектар (производи амбалажу за кобасице и сл.), Папир Принт (флексо штампа) и Фока (фабрика кеса).

## Градови побратими
- Мушјен  Норвешка
- Кавадарци  Македонија
- Куманово,  Македонија
- Плевен,  Бугарска
- Едеса,  Грчка
- Словењ Градец,  Словенија
- Сежана,  Словенија
- Камник,  Словенија
- Бурса,  Турска
- Браила,  Румунија
- Благоевград,  Бугарска
- Котор,  Црна Гора
- Будва,  Црна Гора
- Травник,  Босна и Херцеговина
- Славонска Пожега,  Хрватска
- Новогард,  Пољска
- Пловдив,  Бугарска
- Херешти,  Румунија
- Гмунден,  Аустрија
- Старо Нагоричане,  Македонија
- Битољ,  Македонија
- Власеница,  Македонија
- Струмица,  Македонија
- Кула,  Србија
- Зрењанин,  Србија
- Кањижа,  Србија

## Познате личности
Људи који су рођени у општини Горњи Милановац, или су у њој провели значајан део свог живота:
- Никола Милићевић Луњевица (1776—1842), трговац (деда краљице Драге)
- Арсеније Лома (1778—1815), војвода у оба српска устанка
- Кнез Милош Обреновић (1780—1860), Кнез Србије
- Јован Жујовић (1856—1936), српски геолог, председник Српске краљевске академије
- Драга (Луњевица) Обреновић (1861—1903), краљица Србије
- Милета М. Продановић (1883—1945), трговац, политичар и ратник
- Урош Петровић (књижевник), умро 1915.
- Драгиша Васић, (1885—1945), српски академик, правник и књижевник
- Добрица Матковић (1887—1973), српски политичар и бан Дунавске бановине
- Живорад Настасијевић (1893—1966), сликар
- Момчило Настасијевић (1894—1938), књижевник
- Светомир Настасијевић (1902—1980), композитор
- Славомир Настасијевић (1904—1983), књижевник
- Предраг Јевтић (1913—1914), командант Петнаесте словеначке дивизије и народни херој Југославије
- Добринка Ђорђевић, фотoхроничарка Општине Горњи Милановац
- Десимир Жижовић Буин (1920—1996), стрип цртач (Мирко и Славко), сликар и вајар
- Милутин Луковић, народни херој Југославије
- Тихомир Матијевић (1921—1943), народни херој Јурославије
- Божидар Продановић (1923—2006), сликар
- Мија Алексић (1923—1995), глумац
- Срећко Јовановић (1930—2008), новинар и оснивач Дечјих новина
- Борисав Атанасковић (1931—1994), југословенски и српски књижевник и драмски писац за децу и одрасле, глумац, први професионални редитељ у Аматерском позоришту Културног центра Горњи Милановац, новинар, драматург Говорно уметничког програма на српском језику за децу и уредник радио драмског програма за децу на српском, мађарском, словачком, румунском и русинском језику Радио Нови Сад 1
- Љиљана Контић (1931—2005), глумица
- Јован Томовић (1932), економиста, привредник, друштвено-политички радник
- Живорад Бата Кнежевић, привредник, друштвен-политички радник, генерални директор, оснивач ГРО »Градитељ«
- Радмило Лале Мандић, привредник, новинар, један од оснивача ГРО »Градитељ«
- Живојин Андрејевић, економиста, привредник, генерални директор и један од оснивача »Типопластике«
- Владислав Апостоловић, машински инжењер, привредник, генерални директор и један од оснивача МИ »Металац«
- Драгослав Ацовић (1924—2004), привредник, комерцијални директор, ВД директора и један од оснивача Индустрије боја и лакова »Звезда«, сада »Звезда—Хелиос« (пре ових назива пословало је као предузеће за продају камена под називом »Гранит»), МИ »Металац« и ФК »Металац«
- Ђурђе Ацовић (1927—1988) економиста, финансијски директор, привредник и један од оснивача ПИК »Таково«
- Љубинко Јелић (1932), економиста, архитекта и песник
- Љубица Оташевић (1933—1998), глумица и кошаркашица
- Живорад Чековић (1934), хемичар и академик САНУ
- Предраг Радмилац (1938—2010), музички педагог, новинар, публициста и фудбалер, музички уредник Радио Чачка, директор Музичке школе »др Војислав Вучковић« у Чачку, диригент градског хора и оснивач Малог музичког ансамбла у Горњем Милановцу
- Миодраг Дамњановић (1939—2020), архитекта
- Милета Томић, (1942) архитекта и урбаниста
- Радмила Деспинић-Томић (1942), архитекта
- Чедомир Мирковић (1944—2005), књижевни критичар, есејиста и приповедач
- Слободан Јелесијевић (1951), графички дизајнер и сликар, универзитетски професор
- Дражимир Марушић (1951—2010), политичар и председник општине
- Даница Максимовић (1953), глумица
- Драган Тодоровић (1953), политичар
- Александар Лазаревић, новинар, привредник, директор и оснивач НИП »Дечје новине«
- Гордана Лазаревић (1954), фолк певачица
- Снежана Ђуришић (1959), фолк певачица
- Александар Аца Илић (1961), певач народне музике
- Миодраг Јаковљевић (1962—1992), песник
- Зоран Маринковић (1966), сликар и вођа рок-групе Бјесови
- Урош Петровић (1967), књижевник
- Срђан Вербић (1970), научник, министар просвете, науке и технолошког развоја
- Ирина Радовић (1976), српска телевизијска водитељка
- Јелена Абу (1977), америчка бодибилдерка
- Раде Савић (1984), светски рекордер у бенч-пресу (дизање тегова)
- Доротеја Ерић (1992), професионална тенисерка.
- Нада Вуксановић, југословенска и српска слабовида атлетичарка

## Галерија
- Општина Горњи Милановац на карти из 1894.
- Општина Горњи Милановац — положај у Србији
- Општина Горњи Милановац у Моравичком округу